# ناتالیا آریزا
ناتالیا آریزا (انگلیسی: Natalia Ariza؛ زادهٔ ۲۱ فوریهٔ ۱۹۹۱) بازیکن فوتبال اهل کلمبیا است.
وی همچنین در تیم‌های ملی فوتبال Colombia women's national under-17 football team و تیم ملی فوتبال زنان کلمبیا بازی کرده‌است.